# L'Année littéraire
L’Année littéraire, est un périodique littéraire français créé le 3 février 1754 à Paris par Élie Fréron.
Fréron avait fait ses premières armes sous l’abbé Desfontaines. Attaché à ce célèbre critique avec lequel il rédigea les Observations et les Jugements, il demeura jusqu’au bout son lieutenant le plus courageux et le plus dévoué et conserva à sa mémoire fidélité et reconnaissance : « Je perds un bienfaiteur, un guide, et plus que tout cela, un ami. […] notre siècle a autant d’obligations à l’abbé Desfontaines que nos pères ne durent à Boileau. » Cependant, soit qu’il fût impatient de voler de ses propres ailes, soit qu’il ait cédé a une autre considération, Fréron entreprit, le 1er septembre 1745, la publication de son propre journal intitulé Lettres de Madame la Comtesse de *** sur quelques écrits modernes. Pour modérées qu’elles fussent, ces Lettres où il critiquait la littérature de son temps en lui appliquant les modèles du siècle précédent blessèrent néanmoins l’amour-propre de nombre de littérateurs dont, au premier chef, Voltaire. Fréron reparut dans l’arène des lettres en 1749 avec les Lettres sur quelques écrits de ce temps.
Le 3 février 1754, les Lettres sur quelques écrits de ce temps devinrent l’Année littéraire avec cette épigraphe tirée de Martial : « Parcere personis, dicere de vitiis ». À leur début, les feuilles de Fréron où il combattait les Philosophes au nom de la religion et de la monarchie furent, aux dires mêmes de ses ennemis, accueillies avec la plus grande faveur. Les périodiques étaient alors assez rares en France. Il n’y avait à l’époque que deux autres revues, le Mercure de France qui se contentait de tout encenser tandis le Journal des sçavans n’était fait que pour très peu de lecteurs. L’Année littéraire, qui paraissait par cahiers tous les dix jours, eut un débit prodigieux. Ce grand succès valut à Fréron de très bien gagner sa vie, mais aussi quelques séjours en prison.
L’arme favorite de Fréron était une ironie courtoise dont il ne se départit jamais. Même lorsque Voltaire rédigea contre lui le Café, ou l’Écossaise où il était dépeint sous les traits du vil littérateur « Wasp », Fréron alla assister, accompagné de sa femme, à la représentation de la pièce et, feignant de la prendre au sérieux, en rédigea le compte rendu dans la livraison suivante de l’Année littéraire, se contentant de faire l’analyse des vertus de la pièce pour en signaler les défauts, jouant les érudits pour révoquer en doute la paternité supposée de Hume de cette pièce prétendument anglaise, mais également pour écarter l’idée qu’elle puisse être de Voltaire : « Quelle apparence, en effet, qu’une aussi médiocre production soit sortie d’une aussi belle plume ? […] j’en conclus que ce n’est pas M. de Voltaire qui a fait ce drame. […] M. de Voltaire sait trop ce qu’il se doit à lui-même et ce qu’il doit aux autres. »

Les ennemis de Fréron, le voyant ainsi inébranlable, recoururent, pour l’anéantir, à un moyen auquel on aurait peine à croire, si la révélation publique qu’en fit la victime n’était demeurée sans réplique. Il n’est pas possible de révoquer en doute cet événement curieux que Fréron a raconté lui-même dans l’Année littéraire de 1772 (t. I, p. 3-10), car il l’a fait en face de l’« officieux médiateur » qu’il mentionne et avec l’autorisation du censeur : 

« Les philosophes, M. de Voltaire à leur tête, crient sans cesse à la persécution, et ce sont eux-mêmes qui m’ont persécuté de toute leur fureur et de toute leur adresse. Je ne vous parle plus des libelles abominables qu’ils ont publiés contre moi, de leur acharnement à décrier ces malheureuses feuilles..., de leurs efforts pour me rendre odieux au gouvernement, de leur satisfaction lorsqu’ils ont pu réussir à me faire interdire mon travail, et quelquefois même à me ravir la liberté de ma personne. Malheureusement, dans le moment qu’ils se flattaient d’être délivrés d’un Aristarque incommode, je reparaissais sur l’arène avec l’ardeur d’un athlète dont quelques blessures que des lâches lui ont faites en trahison ranimaient le courage au lieu de l’abattre.
Le grand but qu’ils se proposaient était l’extinction d’un journal où je respecte aussi peu leur doctrine détestable que leur style emphatique, où, faible roseau, j’ai l’insolence de ne pas plier devant ces cèdres majestueux. Désespérés de ne pouvoir faire supprimer ces feuilles, ils formèrent le projet de les faire tomber, et vous conviendrez, quand vous en serez instruit, qu’ils s’y prirent très habilement pour couronner ce dessein d’une heureuse exécution. Le détail de cette anecdote ne vous ennuiera pas.
Un censeur, nommé par le chef de la justice, a toujours mis à mes ouvrages le sceau de son approbation. Feu M. l’abbé Trublet fut chargé pendant longtemps de les examiner ; mais, fatigué des plaintes importunes des auteurs, qui sans cesse lui faisaient des reproches de mes critiques, il m’annonça que son repos ne lui en permettait plus la révision. Je demandai un autre censeur, et, pour le mettre à couvert des criailleries de la tourbe des écrivailleurs, je priai le magistrat qui présidait alors à la librairie de m’en donner un qui gardât l’anonyme. Le magistrat goûta cet expédient ; mais il ajouta qu’il ne fallait pas que je susse moi-même le nom du censeur, afin que, lorsqu’il se croirait obligé de me rayer quelques traits, il fût inaccessible à mes instances pour les lui faire passer. On régla donc que le censeur ne serait connu que du magistrat et d’une autre personne que je connaîtrais, à qui je remettrais mes articles, qui serait chargée de les donner au censeur et de les retirer de ses mains lorsqu’il les aurait approuvés.
Je n’eus lieu que de m’applaudir, pendant plusieurs années, de cet arrangement ; mais l’officieux médiateur s’étant démis de cet emploi, un autre que je connaissais encore prit sa place. J’ignorais qu’il fût l’ami de mes ennemis. Ils lui firent part d’un moyen neuf et admirable qu’ils avaient imaginé pour dégoûter le public de mon ouvrage : c’était de me renvoyer tous mes articles un peu saillants, sans les faire voir au censeur, en me marquant que ce dernier leur refusait son approbation.
Cette heureuse idée fut merveilleusement remplie. Toutes les fois que, dans mes extraits, je m’avisais de m’égayer aux dépens de quelque grand ou petit philosophe, le nouveau facteur me les rendait, et ne manquait pas de me dire d’un air touché que le censeur ne voulait pas en entendre parler. »

Le critique était obligé de refaire ces articles ou d’en composer d’autres, qui se ressentaient nécessairement de la précipitation qu’il était obligé d’y mettre pour que ses feuilles parussent au jour fixé. « Ce cruel manège, continue Fréron, a duré près de quatre ans. Enfin j’y soupçonnai quelque mystère ; il ne me paraissait pas naturel qu’il y eût en France un censeur assez déraisonnable pour condamner des critiques quelquefois un peu vives, à la vérité, mais toujours renfermées dans les bornes prescrites. Je confiai ma pensée au magistrat sage, honnête, intègre autant qu’éclairé, qui, sous les ordres de M. le chancelier, veille aujourd’hui sur le département de la librairie. Il daigna m’écouter avec intérêt, et promit de me rendre justice. Je lui laissai tous les articles qu’on avait impitoyablement proscrits. Il les fit passer à mon censeur, accompagnés d’une lettre par laquelle il lui demandait pourquoi il ne les avait pas approuvés. Le lendemain le censeur rapporta les articles au magistrat, en lui protestant que jamais on ne les lui avait envoyés, que c’était pour la première fois qu’il les avait lus, et qu’il n’y trouvait rien qui parût devoir en empêcher l’impression. Je saisis cette circonstance pour solliciter qu’on me permît de connaître mon approbateur et de lui adresser moi-même mes ouvrages ; ce qui me fut accordé. »
Jusqu’au bout l’Année littéraire demeura une véritable puissance ; le succès ne se soutint pourtant pas toujours égal pendant sa longue existence car, si grand que fût le courage de Fréron, son rôle n’était pas toujours facile. Apportait-il dans la discussion quelque vivacité, on l’accusait de « ne se soutenir que par le scandale ». D’un autre côté, dès que ses feuilles n’étaient plus soutenues par le sarcasme, on se plaignait, on les trouvait vides. Les outrages, les insultes, et les persécutions ne purent faire céder Fréron qui tint bon et ne lâcha pas. Un jour seulement le courage lui manqua avec la force. L’Année littéraire était entrée dans sa 23e année, dans sa 29e si l’on y ajoute les Lettres sur quelques écrits de ce temps, dont elle n’était que la continuation sous un autre titre, lorsqu’un jour qu’il souffrait d’un violent accès de goutte on vint lui apprendre que ses ennemis l’emportaient enfin, et que le garde des sceaux venait de supprimer le privilège de son journal sous le prétexte qu’il ne payait pas les pensions dont on l’avait grevé. Pendant les sept ou huit dernières années de sa vie, ses feuilles, qui ne lui valaient plus que six à sept mille livres, et qui étaient chargées de quatre mille livres de pensions, ne pouvaient plus suffire à sa subsistance. À cette nouvelle, Fréron désarmé s’avoua, pour la première fois, vaincu. Cependant il ne ressentit ni indignation, ni colère. « C’est là, dit-il, un malheur particulier, qui ne doit détourner personne de la défense de la monarchie ; le salut de tous est attaché au sien. » Disant ces mots, il baissa la tête et mourut, accablé de fatigues et d’ennuis, à l’âge de 55 ans environ. La goutte lui était remontée et l’avait étouffé.
Fréron avait eu pour collaborateurs l’abbé de La Porte qui, après s’être brouillé avec lui, fonda les Observations littéraires, l’abbé Jean-Baptiste Grosier, l’abbé Thomas-Marie Royou, l’abbé Duport de Tertre, Baculard d'Arnaud, Palissot, Dorat, Dudoyer de Gastels, Sautreau de Marsy, Daillant de Latouche, Jourdain, etc. Fréron avait, en outre, de nombreux collaborateurs officieux ou anonymes, dont des grands personnages comme le marquis d’Argenson.
La banqueroute de Fréron n’empêcha pas sa succession d’être ardemment convoitée. Son fils Stanislas, qui s’était déjà essayé dans quelques contes auxquels l’Almanach des Muses avait donné une indulgente hospitalité, reprit la direction de l’Année littéraire mais il n’avait guère qu’une vingtaine d’années et n’était pas à la hauteur d’une pareille tâche. L’abbé Grosier, assisté de Le Bret et Clément, prit la direction en chef de l’Année littéraire. Il faut également citer, au nombre des collaborateurs de Fréron fils, Geoffroy, qui devait faire plus tard presque autant de bruit que le fondateur de L’Année littéraire. Les mêmes haines qui avaient poursuivi Fréron s’attachèrent à son successeur, et elles triomphèrent un instant. L’Année littéraire s’étant oubliée, dans le courant de 1781, jusqu’à appliquer l’épithète de ventriloque à un comédien, ses ennemis firent si bien qu’elle fut suspendue sous ce prétexte, et l’éditeur Panckoucke se mit en campagne, à l’instigation et avec l’appui du parti encyclopédique, pour la faire supprimer et l’annexer à son Mercure. Cette intrigue ne réussit qu’à moitié, l’Année littéraire obtint la permission de reparaître mais le privilège en fut ôté à Fréron, dont elle cessa de porter le nom, et transféré à sa belle-mère, sans aucune stipulation en faveur de l’ancien propriétaire, qui restait ainsi à la merci de cette dernière à laquelle il avait seulement été recommandé de lui donner les secours pécuniaires que sa bienfaisance et le succès du journal pourraient lui permettre. Il lui était, en outre, défendu de se servir de la plume trop mordante de Salaun et de Clément, non plus que de celle de son fils.
L’Année littéraire fut continuée jusqu’en 1790, époque à laquelle elle paraissait tous les six jours. En 1800, Geoffroy et l’abbé Jean-Baptiste Grosier tentèrent de la ressusciter mais il n’a paru de cette continuation que 45 numéros, en 7 volumes.
La collection de l’Année littéraire, de 1754 à 1790, forme 292 vol. in-12. Les Lettres sur quelques écrits forment 12 volumes complets, plus 2 cahiers. La forme et les conditions sont les mêmes pour les deux publications : elles paraissaient tous les dix jours, par cahiers de 3 feuilles ou 72 pages, et coûtaient 12 sous le cahier, 16 sous par la poste.